# Tigrasta preslica
Tigrasta preslica (lat. Amanita ceciliae) je vrsta jestive gljive iz roda Amanita. 

## Opis
- Klobuk tigraste preslice je širok od 10 do 15 centimetara, u mladosti zvonolik, zatim otvoren ili izvrnuta oboda, sivosmeđe boje; rub je napadno rebrast, prekriven širokim ostacima ovoja sivosmeđe boje.
- Listići su slobodni, gusti, bijeli, prema stručku zaokruženi.
- Stručak je visok od 10 do 20 centimetara, cilindričan, prema vrhu malo tanji, sivosmeđe boje, prekriven pahuljicama sive boje, šupalj, nema vjenčića, ali se pahuljice ponekad na stručku tako smjeste da stvaraju nepravilan vjenčić na neodređenom mjestu.
- Meso je sivo, lomljivo i nježno, bez posebna mirisa ili okusa.
- Spore su okruglaste, bijele, 11 – 14 μm.

## Kemijske reakcije
Meso tigraste preslice s fenolanilinom postaje najprije vinsko crveno, zatim ljubičasto.

## Stanište
Raste od ljeta do jeseni u listopadnim šumama i šumskim čistinama. U Istri je prilično česta. 

## Upotrebljivost
Tigrasta preslica je jestiva.

## Sličnosti
Pripada grupi Amanita vaginata s ostacima ovoja na klobuku. Zamjena s opasnim gljivama nije moguća, ali je ipak potrebno pripaziti da tigrastu preslicu ne zamijenimo mladom panterovom muharom, koja ima gladak vjenčić i na dnu stručka jako prstenasto gomoljasto zadebljanje. 

## Slike
|  |  |  |  |  |
|  |  |  |  |  |